# Karneol (almafajta)

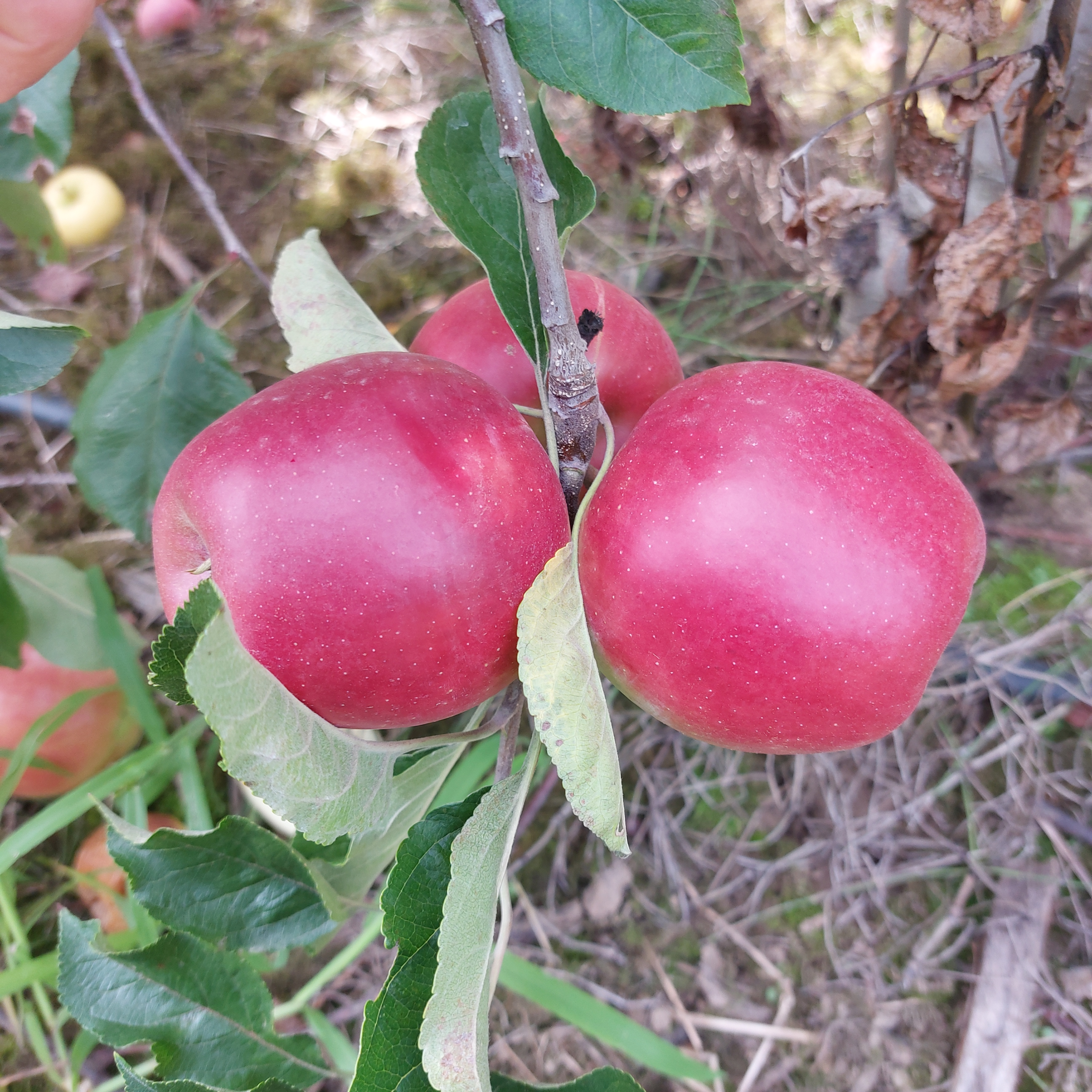
Karneol almafajta

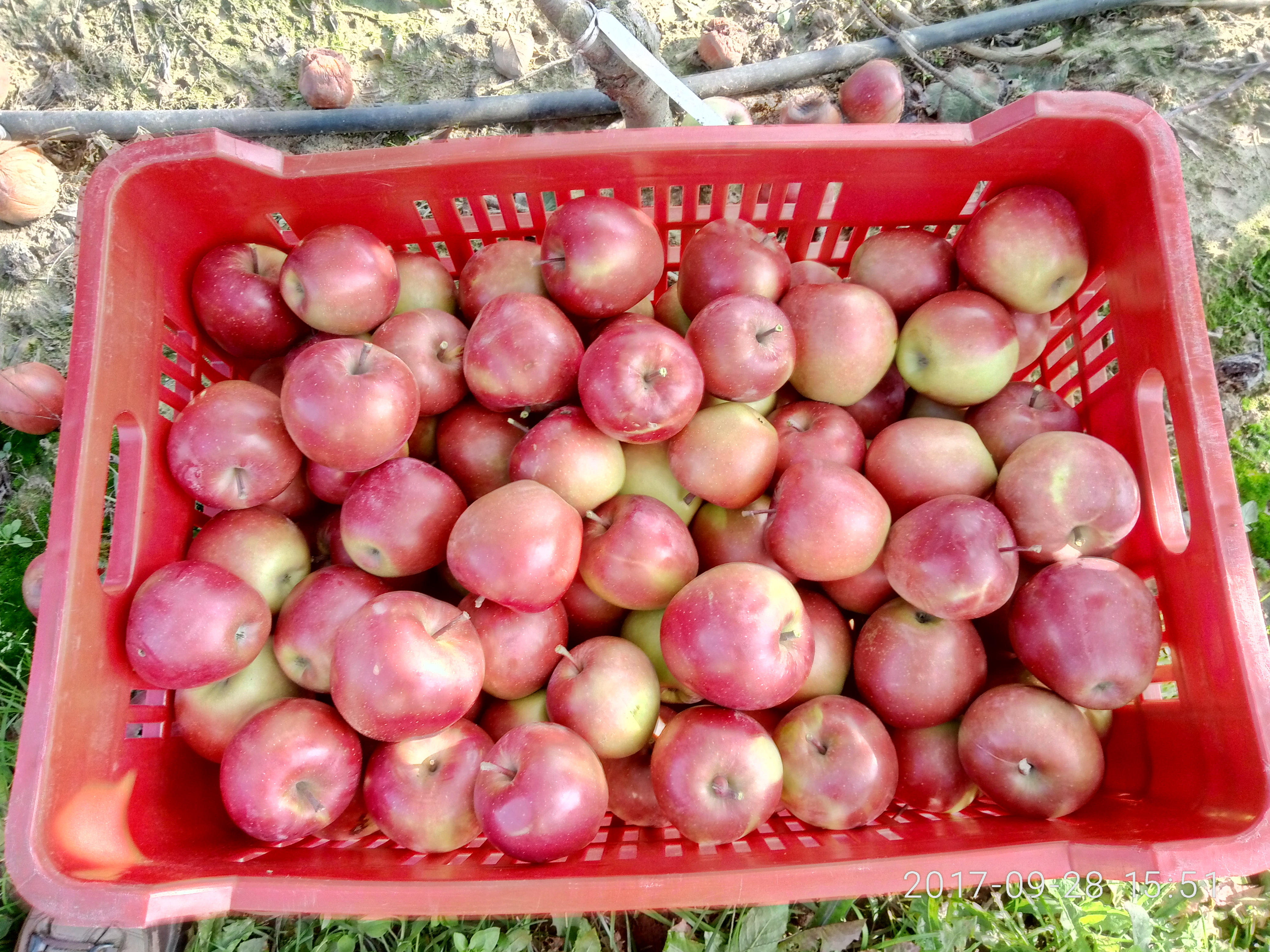
Karneol szüretelve

A Karneol hazai nemesítésű almafajta, mely betegségekkel szembeni ellenállóságának köszönhetően jelentős értéket képvisel a hazai fajtaválasztékban.
Üzemi, árutermelő ültetvényekbe, integrált termesztésre javasolt fajta, de a házikerti termesztésben is megállja a helyét.
Gyümölcsének külleme dekoratív, húsa zöldessárga, krémszínű, szilárd, lédús, édeskés, kellemesen zamatos. Magas pektintartalmának köszönhetően egészségvédő hatása sem elhanyagolható.
Nevét a karneol nevű vöröses színű ásvány után kapta.

## Története
Nemesítése a Budapesti Corvinus Egyetem Gyümölcstermő Növények Tanszékén (ma Magyar Agrár- és Élettudományi Egyetem) zajlott. Nemesítői Tóth Magdolna, Szalay László, Honty Krisztina és Ficzek Gitta voltak. A fajtát a Golden delicious (anyafajta) és a Gloster (apafajta) keresztezésével állították elő. Állami elismerést 2009-ben kapott.

## Jellemzői
Fája erős növekedésű, mely később mérséklődik. Ágrendszere a Golden alakkör fajtáiéhoz hasonlóan feltörő, később elterülő. Gyümölcse nagy méretű, enyhén megnyúlt. Alapszínezete sárga, melyet szinte a teljes felületen piros bemosódás borít. Lenticellái a héjon nagyon ritkásan helyezkednek el, színük világos, alakjuk pontszerű vagy szabálytalan. A gyümölcshús szilárd, édeskés, kellemes zamattal.

### Termesztési sajátosságai
Kései virágzású, fagytűrése kimagasló. Termőre fordulása középkorai, gyümölcskötődési hajlama fokozott, ami jó termőképességet eredményezhet. Betakarítására szeptember második felében kerülhet sor, egy- vagy kétmenetes szüretre is alkalmas. Változatlan légtérben gyümölcse hosszan tárolható. Napégésre kis mértékben hajlamos. A házikertek tulajdonosai mellett integrált növényvédelmet folytató üzemek potenciális árutermelő fajtája lehet.

### Rezisztencia, tolerancia
Ventúriás varasodásra való ellenállóságot hordozó géneket tartalmaz, mely részleges toleranciát eredményez. Lisztharmattal szemben ellenálló, a tűzelhalásra mind a hajtások, mind a virágok részleges rezisztenciát mutatnak.

## Felhasználása
Elsősorban friss fogyasztásra ajánlott, kiváló küllemének és beltartalmi tulajdonságainak köszönhetően felveheti a versenyt a legnépszerűbb, divatos almafajtákkal is.
Kiskereskedelmi forgalomban ez a fajta csemeteként még nem található meg.